# ギリヤーク尼ヶ崎
ギリヤーク尼ヶ崎（ギリヤークあまがさき、1930年8月19日 - ）は、日本の大道芸人、舞踊家。本名は尼ヶ崎 勝見（あまがさき かつみ）。芸名の由来は自身の風貌がロシアサハリンの先住民族であるギリヤークに似ていることから。
北海道函館市出身。現在の戸籍上の生年月日は1930年8月19日。

## 来歴

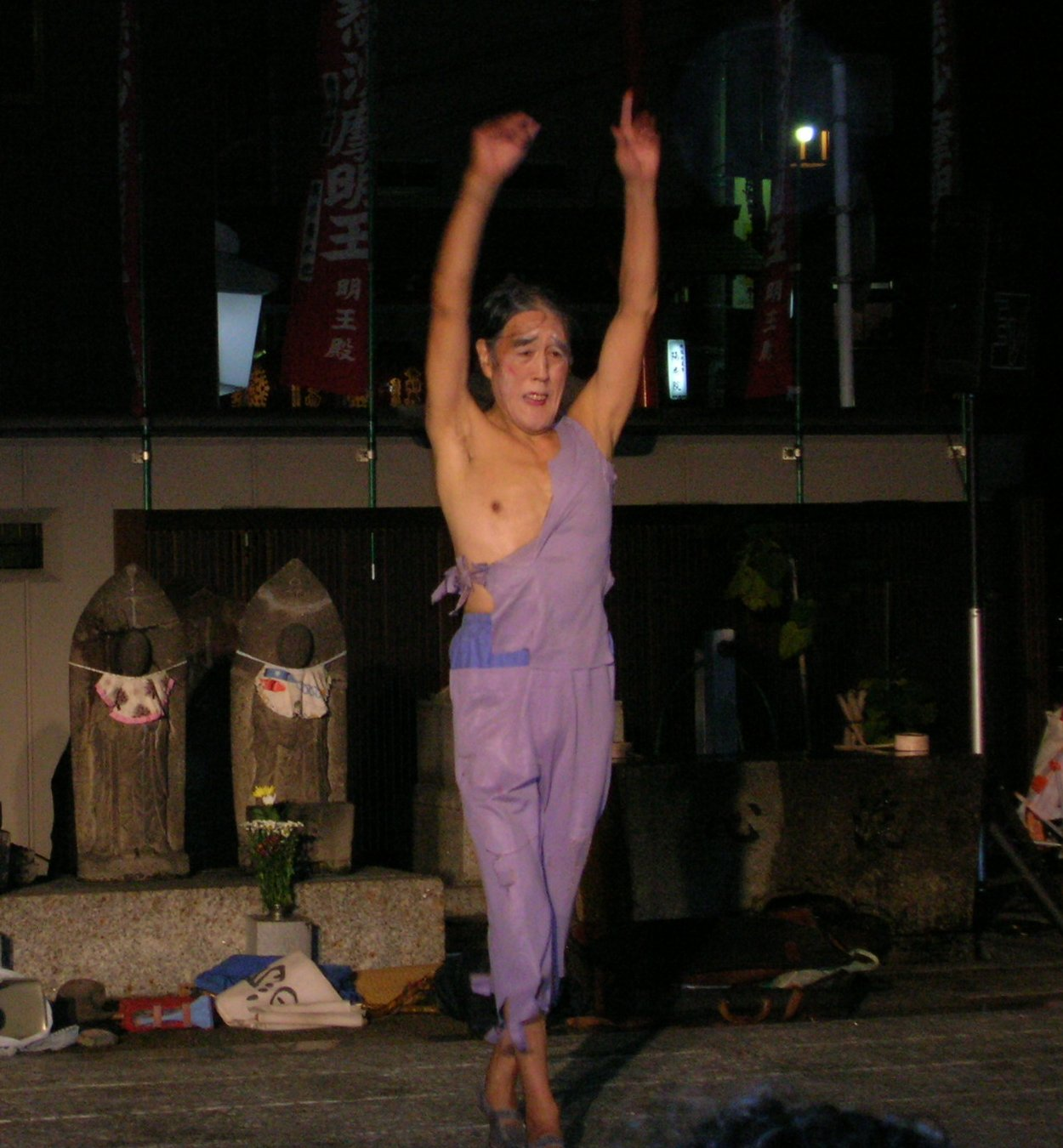
大須大道町人祭にて（2006年）。

北海道の和菓子屋の次男として生まれ、幼少時より門附芸人や角兵衛獅子などの大道芸に親しむ。また器械体操を行っており、1946年の国民体育大会では体操競技の北海道代表となった。市立函館中学卒業。当初は映画俳優を志し、21歳で上京して各映画会社のオーディションを受けるものの、「なまりが強い」としてすべて落選する。青年時代は邦正美に師事して創作舞踊を学び、全国合同公演に参加するなど舞踊家として活動した。しかしなかなか芽が出ず、警備員やビル清掃の仕事で糊口を凌ぐ。
尼ヶ崎は30代になったころから自らの芸を極めるため大道芸に転向し、1968年に38歳で初めて街頭公演を行った。以後「鬼の踊り」（命名は洋画家の林武）と称される独特の舞踏が賞賛を受け、「最後の大道芸人」（実際に最後というわけではなく、前時代的なプロフェッショナル意識に対する賞賛の意）と呼ばれた。1975年以降はフランス、アメリカ、韓国、ロシア、中国など海外での公演も実施し、1981年から文化庁芸術祭にも参加する。
1995年1月17日に発生した阪神・淡路大震災に強い衝撃を受け、同年2月17日に尼ヶ崎は被災地である兵庫県神戸市長田区の焼け野原になった菅原市場で鎮魂の踊りを舞った。尼ヶ崎が「南無阿弥陀仏」と叫ぶとともに、被災者のお年寄り達が一斉に合掌した。その雰囲気に圧倒され、尼ヶ崎は初めて演技を間違った。そして同時に自らの踊りの本質が「祈り」であることを悟ったと尼ヶ崎は語っている。これ以後、尼ヶ崎の芸風も「鬼の踊り」から「祈りの踊り」へと変化したという。

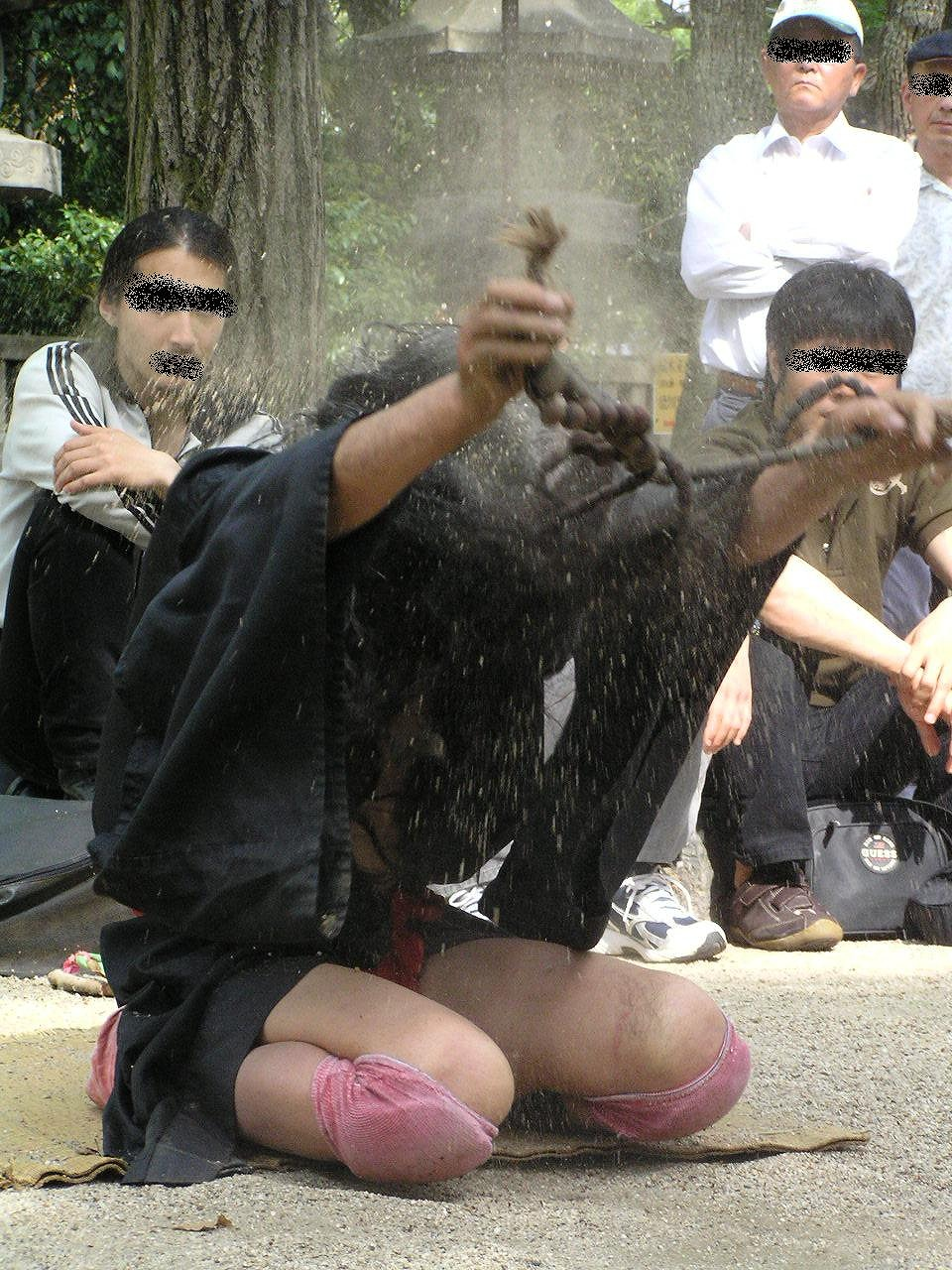
毎年、神戸では阪神・淡路大震災の記念日にあたる1月17日（長田区）と5月5日（湊川神社）に公演を行っていた。

2001年9月11日のアメリカ同時多発テロ事件に際しては、1年後の2002年9月11日にニューヨークで鎮魂の舞を舞った。2007年、赤報隊事件から20年、またJR福知山線脱線事故から2年を迎えるこの年に合わせ、春季公演で上記の震災・NYテロとともに鎮魂の踊りを舞った。2011年5月7日、尼ヶ崎は宮城県気仙沼市浜町にて津波による廃墟の中で東日本大震災追悼のための「祈りの踊り」を涙ながらに踊った。43年間で最高の踊りと自ら評したという。このとき尼ヶ崎の心臓にはペースメーカーが付けられ、椎間板ヘルニアは折れていると尼ヶ崎は告白した。

### パーキンソン病発病後

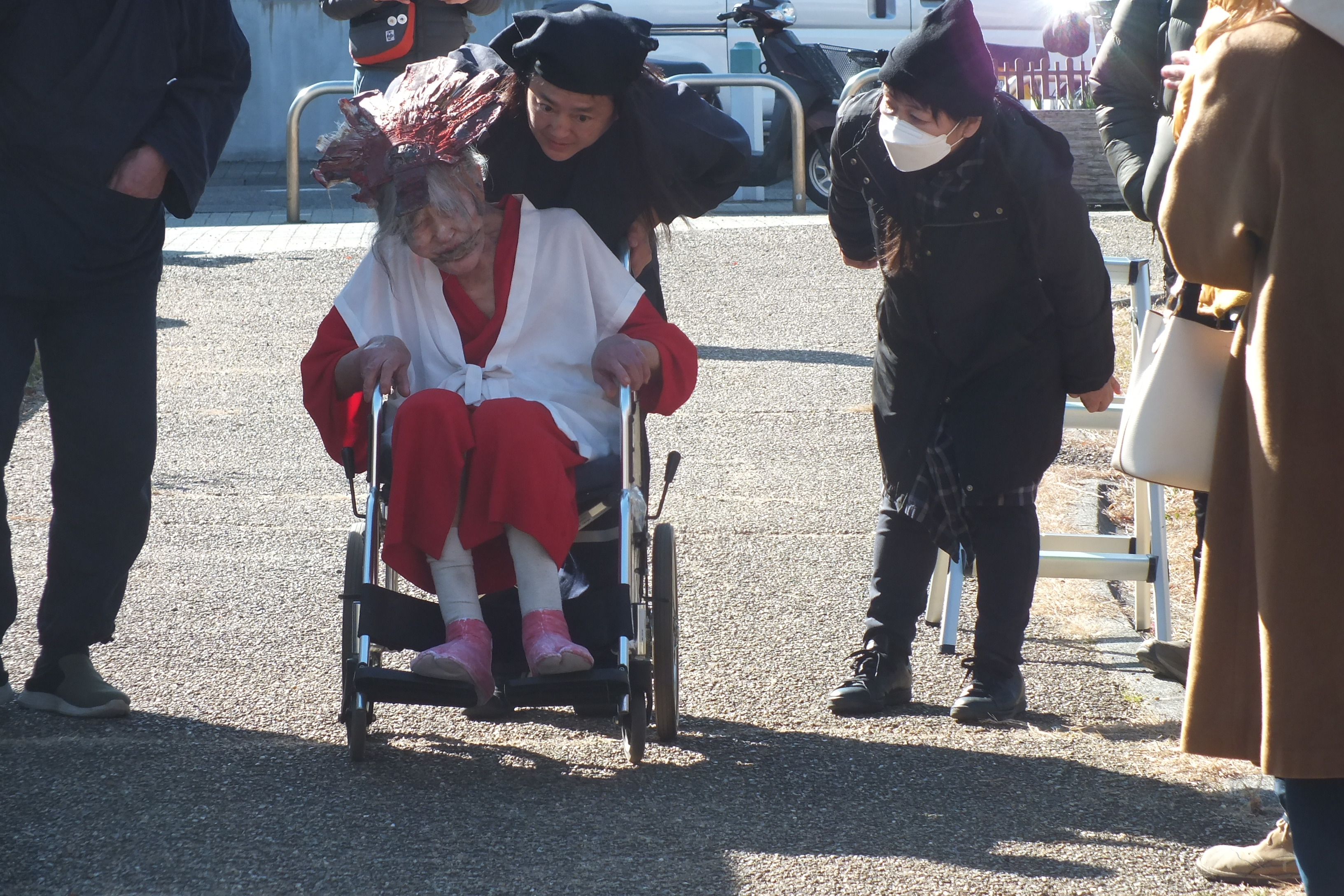
2016年以降は紀あさの助力により車いすによる公演が続けられた。阪神・淡路大震災30周年に長田区で踊るギリヤーク尼ヶ崎（2025年1月18日）

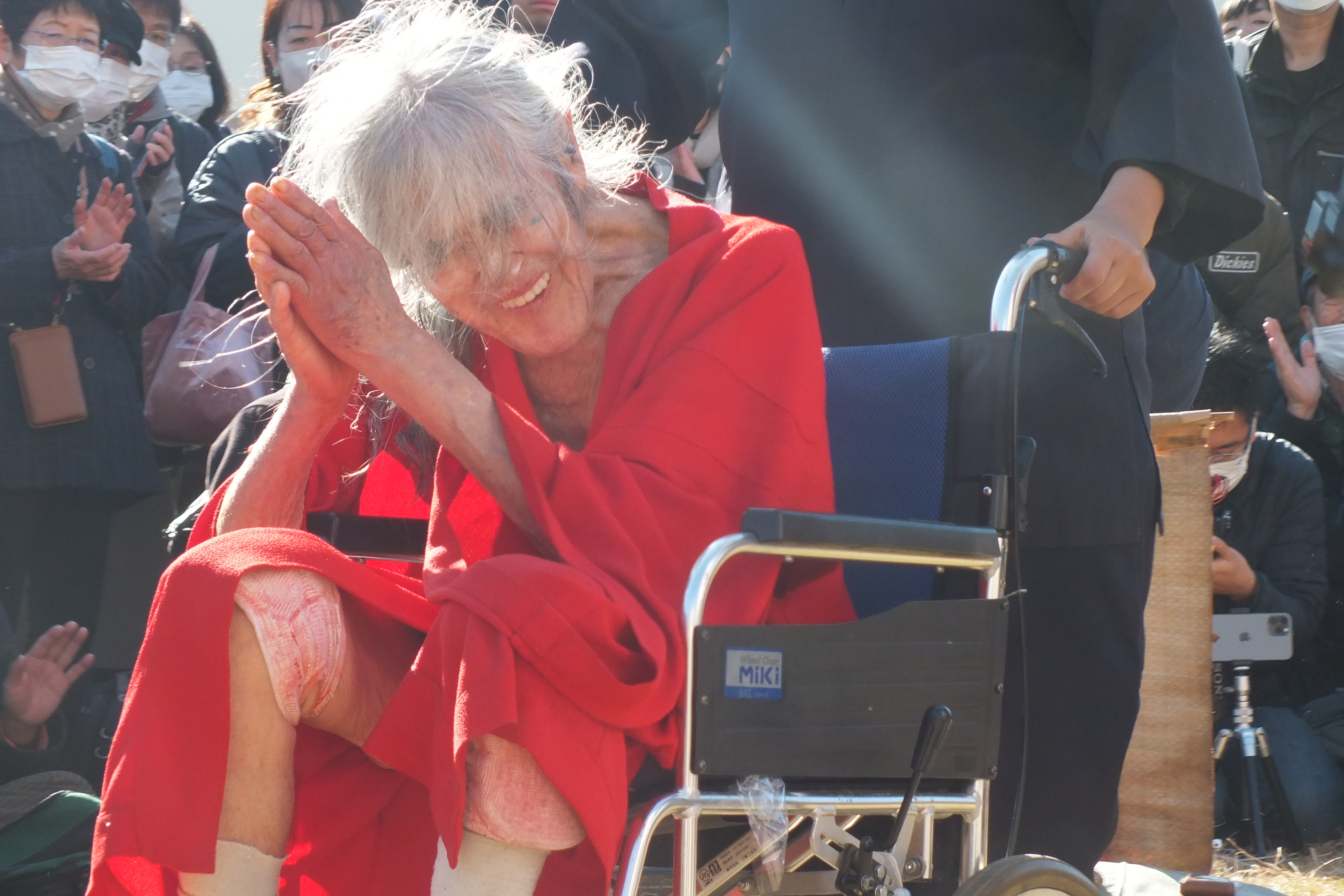
車いす上で『よされ節』の音頭を取る94歳のギリヤーク尼ヶ崎（2025年1月18日）

2016年にパーキンソン病および脊柱管狭窄症への罹患が判明したものの、病を押して毎年恒例である秋の東京都新宿区での公演を成功させた。さらに2017年夏には北海道函館市と札幌市でそれぞれ2年ぶりとなる公演を実現させた。青空舞踊公演を始めてから50年目にあたる2018年夏は函館と札幌に加え、かねてから道内公演の口火を切って行われていた苫小牧公演を4年ぶりに復活させるなど精力的な活動を見せた。2018年9月6日に発生した北海道胆振東部地震では、地震から半年後の2019年3月9日に被災地を訪れ、復興を願う公演開催を誓うなど、踊りへの強い意欲を示している。
発病後の活動に関しては、2016年以降に尼ヶ崎の付き人と黒子を務める写真家で大道芸人の紀あさの献身的な助力によるところが大きい。紀が尼ヶ崎と親しくなったのは、尼ヶ崎が体調を崩す直前に出版された写真集『伝説の大道芸人　ギリヤーク尼ヶ崎への手紙』（日進堂）がきっかけであった。紀が数年間撮りためていた写真を尼ヶ崎に見せたところ、「いいね。写真集にしたらいいのに」との言葉で、出版されることになった。紀が初めて尼ヶ崎の芸を見たのは2009年であった。観客から投げ銭が飛ぶことすら、芸のひとつになっており、ひとつの空間になっていることに衝撃を受けた。その後、紀は手回しオルガンに魅了され、手回しオルガン奏者としての道を歩み始めたが、写真集の制作時期と、尼ヶ崎の体調不良が重なったことが、直接のきっかけとなり「黒子」になった。各地には『世話人』と呼ばれる人がおり、手伝っていたが、それは尼ヶ崎がひとりで動けるという前提であり、発症後は全公演を手伝える人でないと成り立たないため、フリーランスであった紀は思い立った。紀はケロミンという楽器の演奏で使用していた「黒子の衣装」を持っていたが、介添えする役の衣装を尼ヶ崎に提案する中で、黒子の衣装を見せたところ、尼ヶ崎が気に入った。後日、尼ヶ崎は『あのとき黒子の衣装じゃなかったら、決めなかった（＝OKを出さなかった）』と言ったという。
二人は2016年10月の新宿公演を、これを落としたら、大道芸人としての人生が終わる可能性があるとの危機感から、車いすの使用を思いつく。演目のうちのいくつかの部分では、紀が黒子の衣装で車いすを押し、ギリヤークが座ったまま踊る。踊りの最も激しい部分などでは、ギリヤークが1人で立ち上がり舞う、というアイデアだ。三味線の音楽のテンポに合わせ、車いすの動きに緩急をつけ、時には一気に速度を上げながら走り回る。この試みは成功し、毎年恒例の新宿公演を乗り切り、その後各地でこの手法で公演を続けた。
現在は東京都世田谷区に居住し、下記の季節毎の公演のほか、横浜市六角橋商店街ドッキリヤミ市場には2004年からほぼ毎年参加。2024年5月の公演では、93歳の白髪のギリヤークは「じょんがら一代」「よされ節」「念仏じょんがら」の3演目を踊り切り、「念仏じょんがら」の最後には、「母さん、父さん、ばばちゃん、世津（妹）、高ちゃん（弟）、勝美は・・・まだ、この世の中に、まだ・・・」と途切れ途切れに呟いて絶句し、頭から水を被り、黒子2人に車椅子に抱え上げられるなど鬼気迫る様相であった。公演後、観客からは「ありがとう」の言葉が飛び交った。この様子は、TBSのドキュメンタリー番組で放映された。
- 春季（ゴールデンウィーク）：関西公演（京都市、大阪市、尼崎市、神戸市）
- 夏季：北海道公演
- 秋季：東京公演（新宿三井ビルディング前の広場）
- 冬季：埼玉公演（川越成田山新勝寺別院）

## 人物
大道芸人として知られる尼ヶ崎はあくまで路上でのパフォーマンスに拘り、東京都が2002年に導入した大道芸免許制（ヘブンアーティスト）には「大道芸人の立場を向上させた」として一定の評価を下しつつも、「芸を審査する」というシステムに反発し申請はしていないという。
30代になって大道芸人に転向した後は、生計のすべてを観衆からの「おひねり」で賄っている。これで生活できなければ、芸が未熟で芸人の資格がないということだと語っている。しかし尼ヶ崎自身も「おひねり」で生活できるようになったのは60歳を過ぎてからであった。年金について聞かれた際に尼ヶ崎は、「年金ってなんですか？」と聞き返している。
尼ヶ崎の活動は海外にもおよんでおり、フランスのパリの大広場で踊ったこともある。この公演では演舞中にフランス警察が止めに入った。そこで踊ってはいけないのかを尼ヶ崎が抗議すると、踊りは構わないが赤フンを止めるように求められたそうである（「ノックは無用!」で語ったエピソード）。
自身の名と同じ読みである兵庫県尼崎市には縁浅からぬ思いがあるとのことで、毎年の春季公演には阪神電車尼崎駅北広場が演舞の場に選ばれている。上記の伊丹十三、大島渚に加え寺山修司や近藤正臣とも親交があり、彼らは特に尼ヶ崎の舞を評価していた著名人でもある。近藤が街頭20周年に寄贈した幟は、現在でも公演の度に掲げられている。また2018年7月15日には、街頭50周年を記念して、近藤から新たな幟が贈られた。
2016年には「国内外の街頭で公演を行い、大道芸の感動を伝えている」功績により第70回北海道新聞文化賞特別賞を受賞した。
実家は和菓子屋で、自身も和菓子好き。

## おもな演目

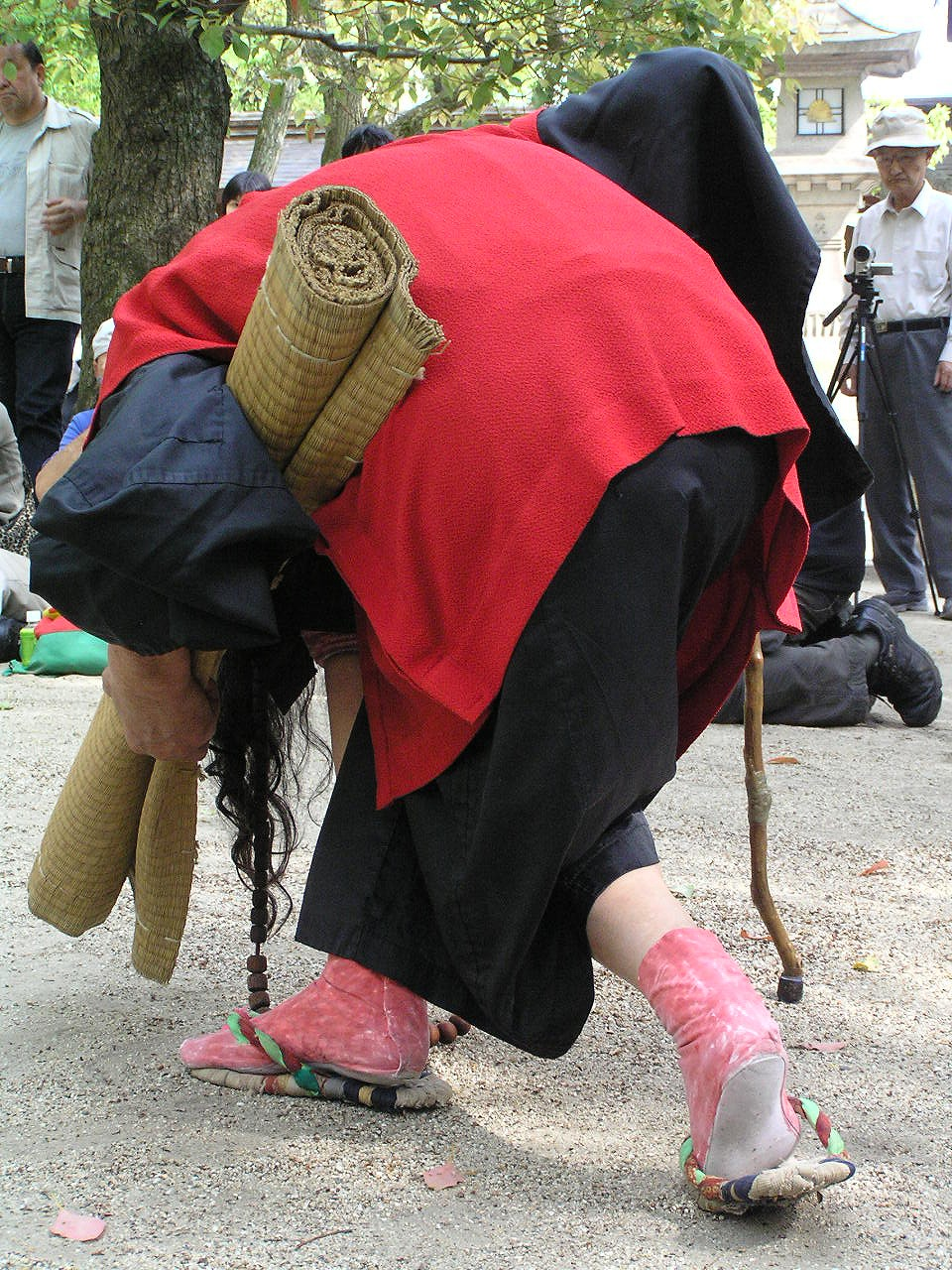
念仏じょんがら
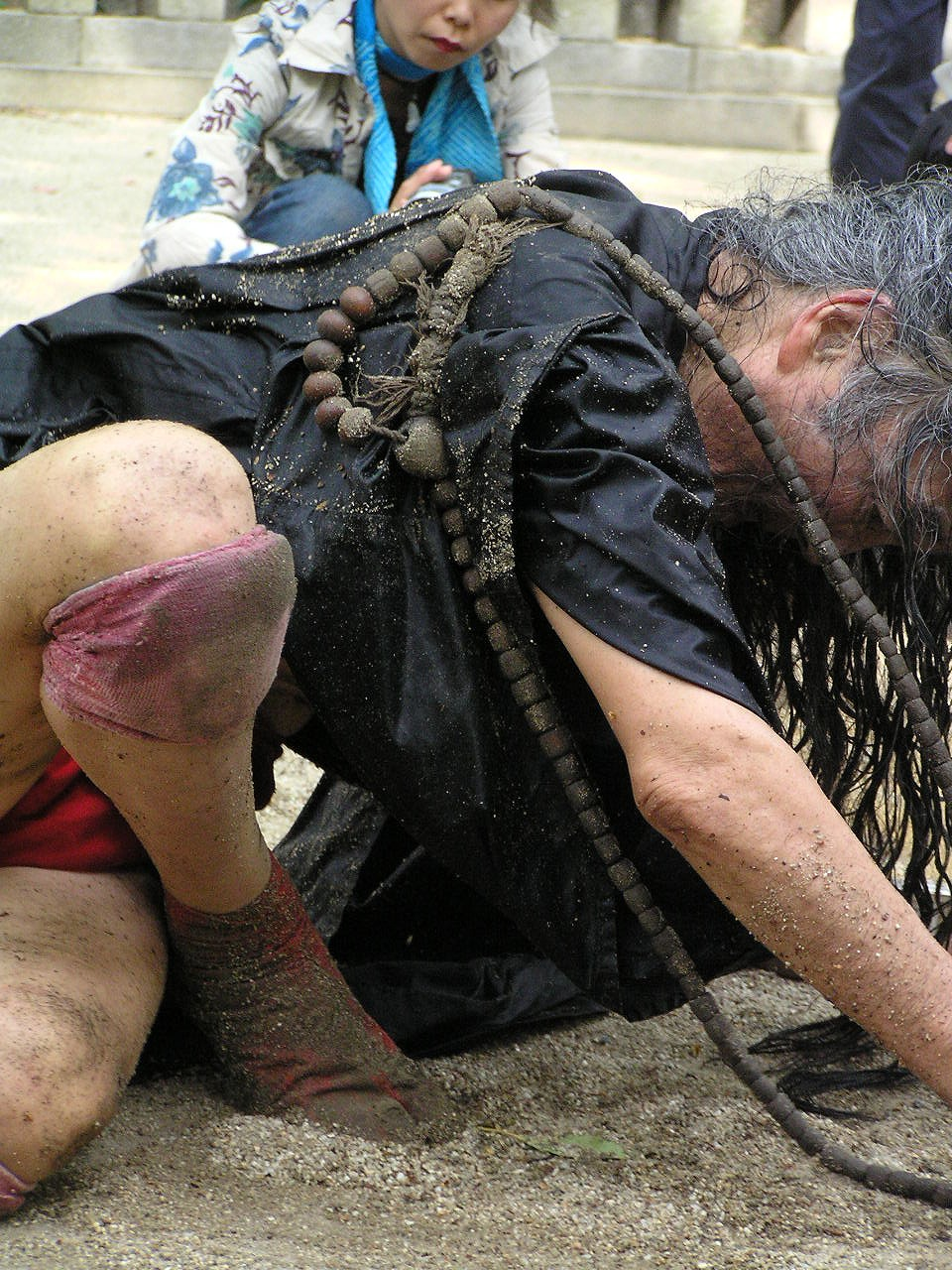
念仏じょんがら
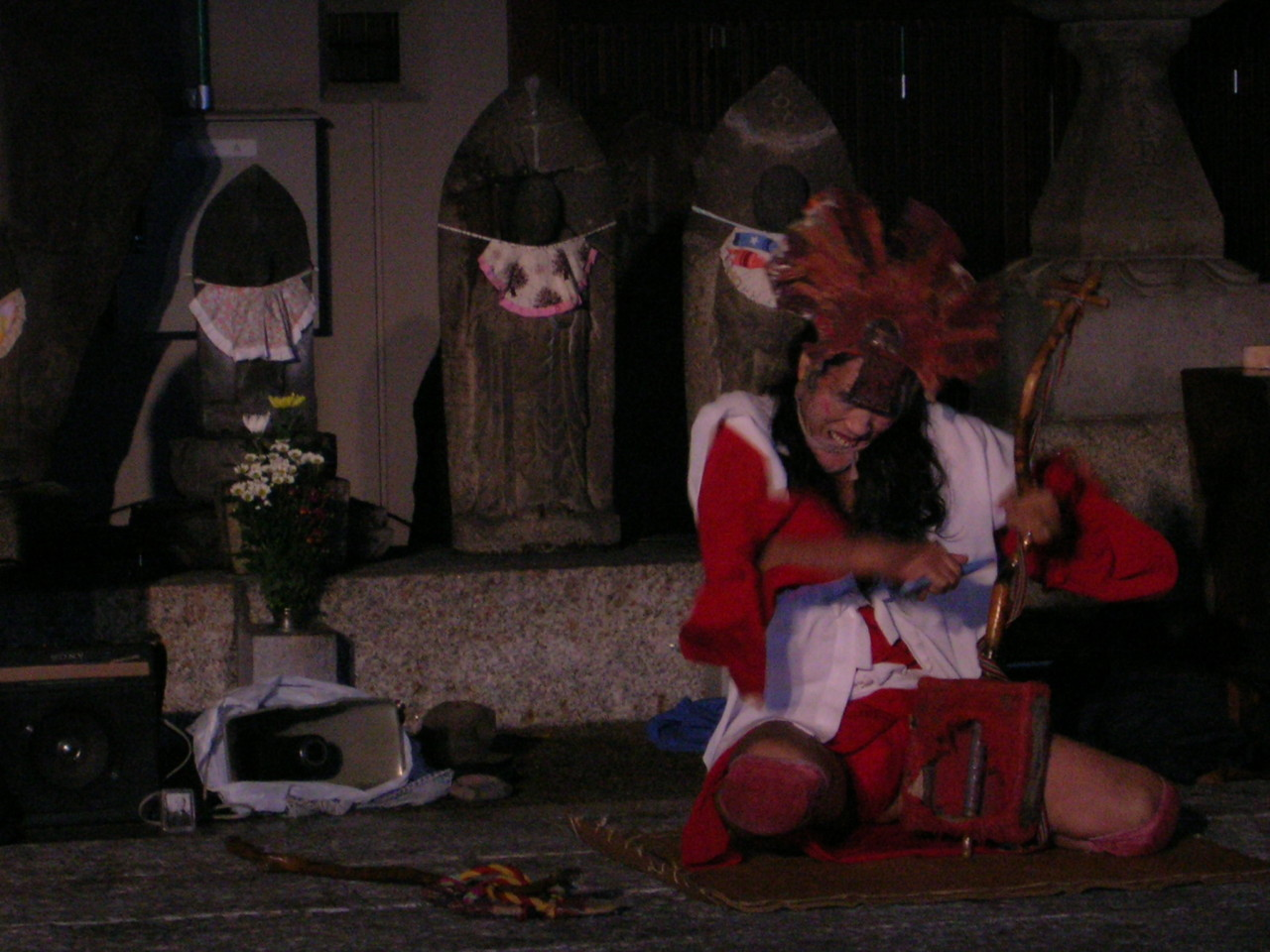
じょんがら一代
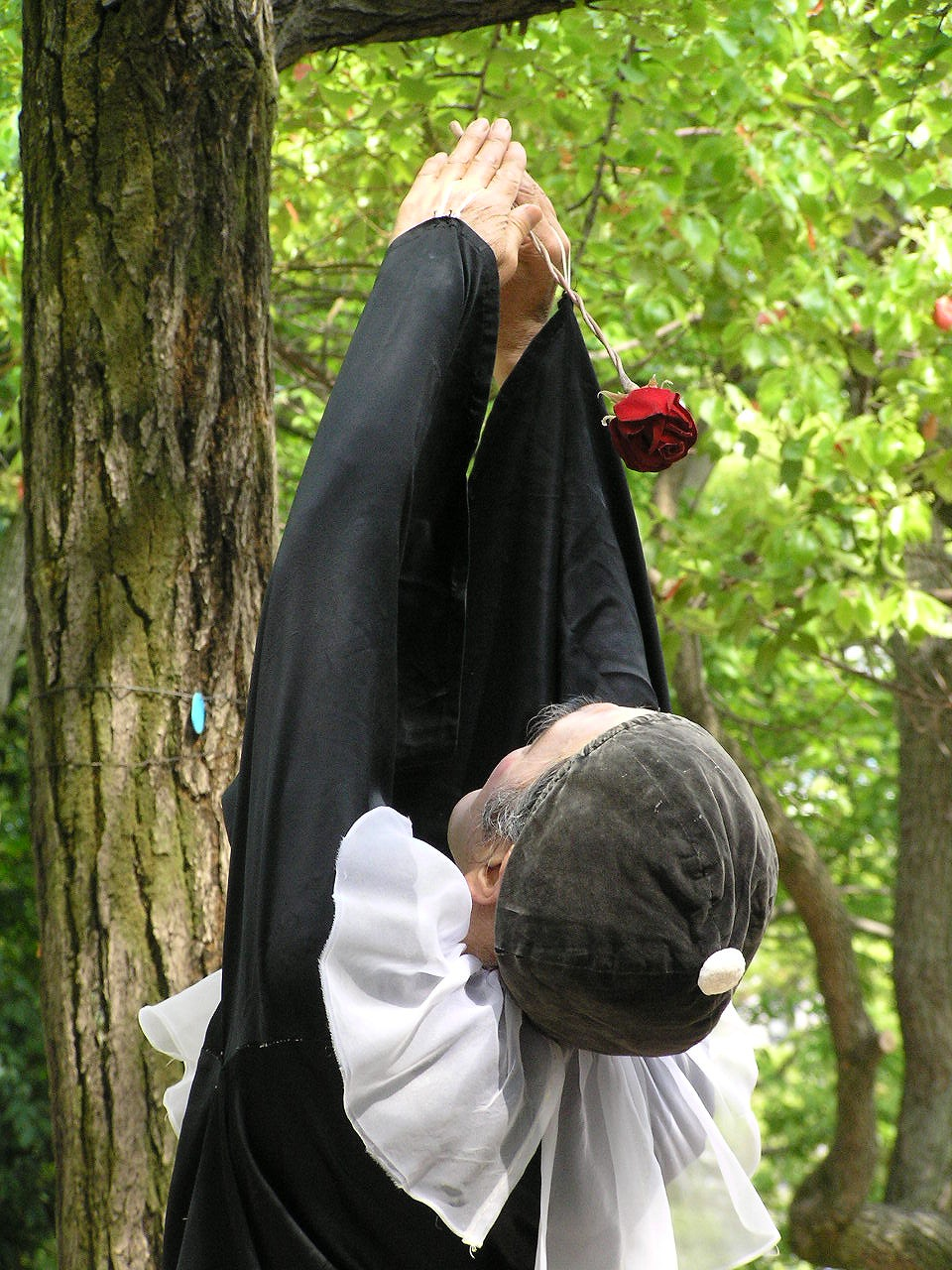
夢
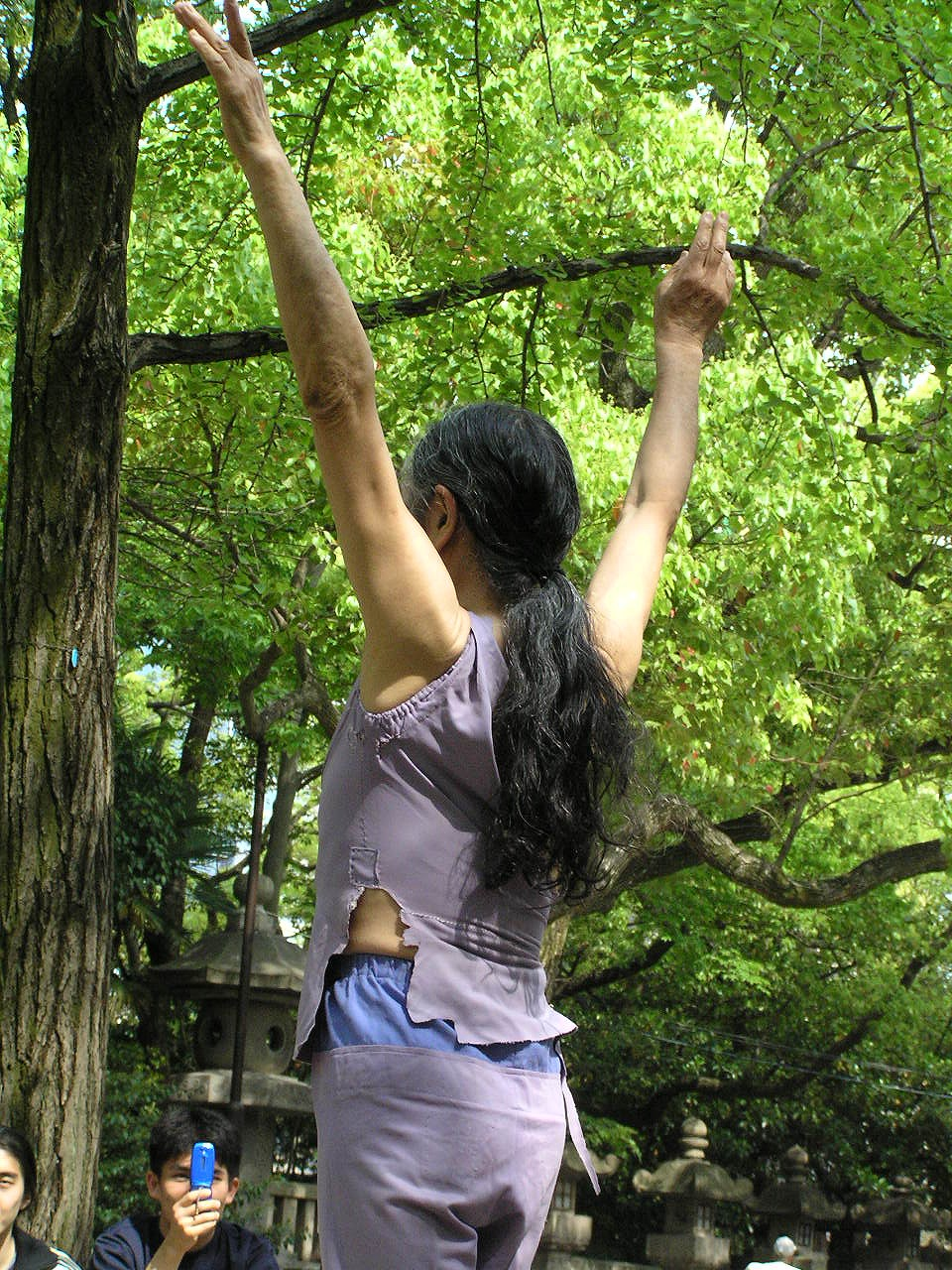
白鳥の湖
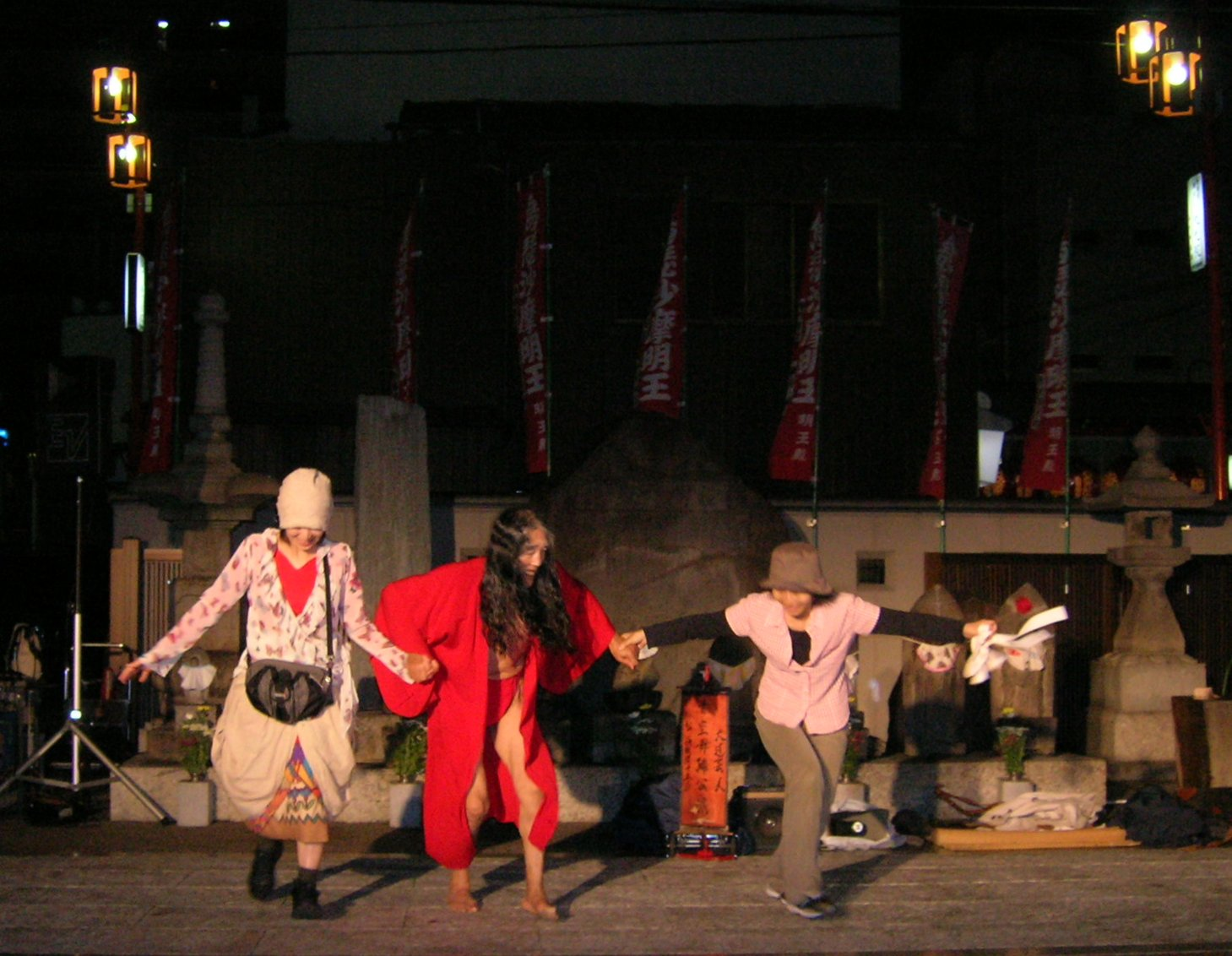
よされ節

基本的に初代・高橋竹山と白川軍八郎の津軽三味線独奏テープに合わせて独特の舞を踊る。演目名と楽曲名が一致しないことが多々あるが、意図的なものであるかは不明である。尼ヶ崎の舞が盛り上がったところで、観客から「ギリヤーク!」「尼ヶ崎!」という掛け声が入る。声を入れるポイントは、長く尼ヶ崎の舞を見て理解している者でなくては難しく、この掛け声は観客としての一種のステータスであると言える。
幟には「公演時間十五分」と書かれているが、実際には30分近くに及ぶこともある。

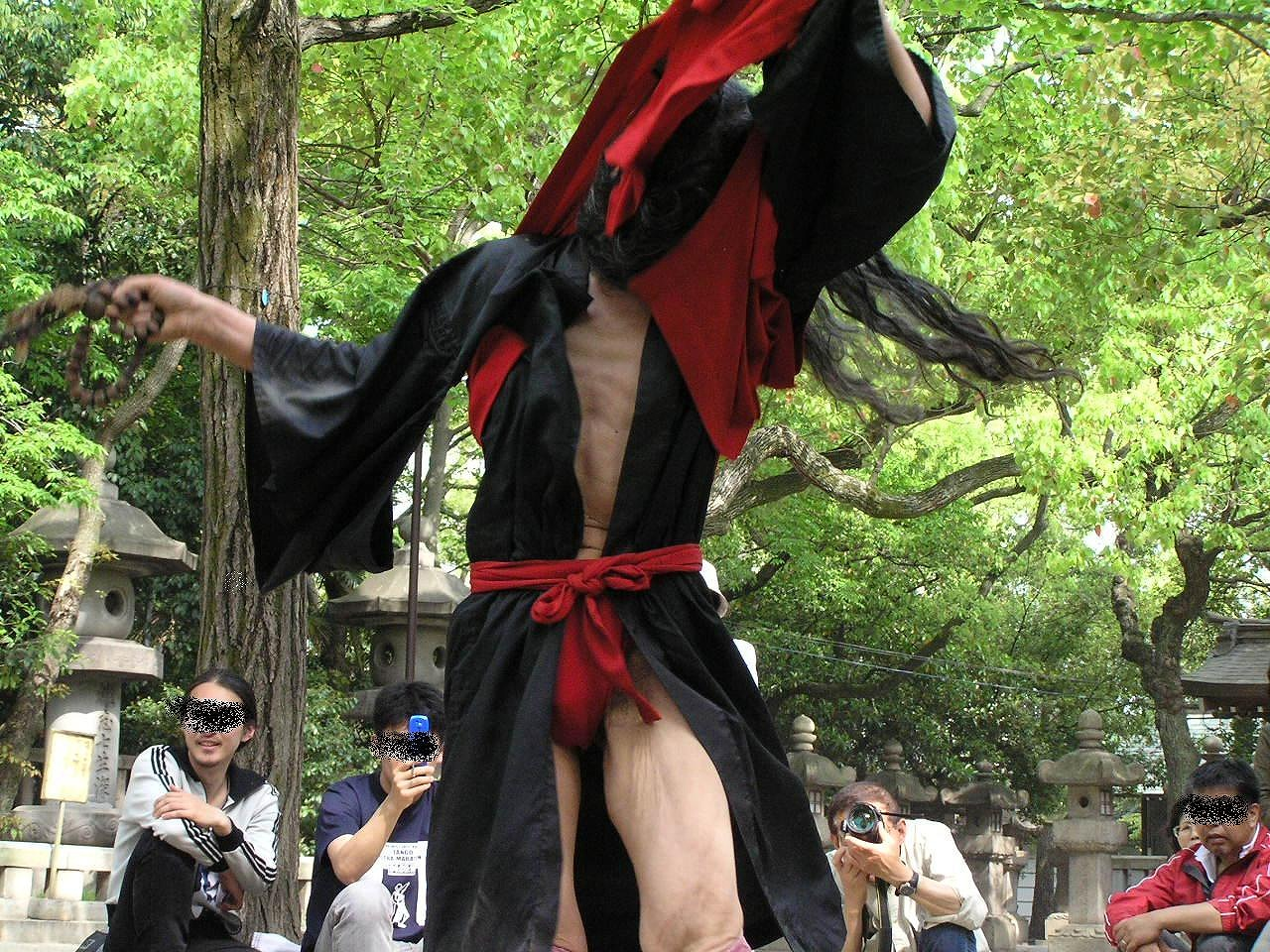
通常最後の演目として踊られる念仏じょんがら。「ナムアミダー！」と叫びながら観客の輪を抜けて走り、全身に水を被る激しい踊り。

念仏じょんがら
演目のクライマックスであり、尼ヶ崎の代表作でもある。黒衣を纏って祈りを捧げ、合間に「ナムアミダー！」の叫びを連発し途中観客の輪を抜けて駆け出し冷水を浴びて転げ回る。最後は「南無阿弥陀仏…」の呟きとともに風の音の中、途切れるように終焉する。
この「念仏じょんがら」では踊りの最中に入れ歯を外すことによって、表情が次第に老人化してゆく演出が施されており、一番の見せどころともなっているが、尼ヶ崎はこの演技のために歯をすべて抜き総入れ歯にしたという。
涅槃じょんがら
じょんがら節に合わせ激しく踊りながら表情を千変万化させる。「念仏じょんがら」発表以前の代表演目だが、最近では演目から省略されることが多くなったという。この演目も「じょんがら」という名前がついてはいるが、まったく違う曲が使われることがあった。
じょんがら一代
音源の最初の部分は初代・高橋竹山の「鰺ヶ沢甚句」で次が白川軍八郎の「津軽あいや節」。次が同じく高橋竹山の「津軽おはら節」、次が同様に白川軍八郎の「じょんから節」が使用されている。
じょんがら節を奏でる仕草を基調に激しい動きを見せる。
夢
ピエロ風の衣装で一輪の紅いバラを手にして舞う短時間の演目。
白鳥の湖
演目名は白鳥の湖であるが、曲はチャイコフスキーの同曲ではなく、サン＝サーンスの組曲「動物の謝肉祭」第13曲「白鳥」を使用している。その題名から想像できるような美しいものでは決してなく、ぼろぼろの穴の開いた簡潔な衣装を身に纏っただけで踊られる。
うかれおわら
「大道芸の大先輩」と語る出雲阿国に捧げた舞。あくまでもたおやかに女性的に踊られる。
よされ節
尼ヶ崎が観客（基本的に女性）とともに踊るコミカルな舞で、使われている楽曲は津軽よされ節ではなく「黒石よされ節」である。
念力
尼ヶ崎が赤フン一丁の姿になり、舞う演目。
老人
尼ヶ崎が徐々に老人へとなりゆく短時間の演目。
パントマイムの巨匠・マルセルマルソーの演目『青年、壮年、老人、死』にヒントを得て作られたという。
果たし合い
2018年8月の北海道公演で試演、10月に新宿で行われた50周年記念公演で完成披露。
俳優の近藤正臣から借り受けた刀のツバ を用いた、相手役不在で、剣先の存在しないちゃんばらの踊り。
- 念仏じょんがら
- 念仏じょんがら
- じょんがら一代
- 夢
- 白鳥の湖
- よされ節

## 出演

### 映画
- 豚鶏心中（1981年）松井良彦監督
- 爆裂都市 BURST CITY（1982年）石井聰亙監督
- さらば箱舟（1984年）寺山修司監督
- タンポポ（1985年）伊丹十三監督
- マルサの女（1987年）伊丹十三監督
- 日曜日は終わらない（1999年）高橋陽一郎監督
- 竜馬の妻とその夫と愛人（2002年）市川準監督
- 亀は意外と速く泳ぐ（2005年）三木聡監督

### 自主制作映画
- 祈りの踊り（1997年）街頭公演30周年記念記録映画
- 鎮魂の舞（2002年）街頭公演35周年記念記録映画
- 平和の踊り（2009年）街頭公演40周年記念記録映画
- 魂の踊り（2021年）90歳記念映画

### テレビ
- 北海道ズームアップ「碧い空は鬼の踊りを見ていた 〜大道芸人・ギリヤーク尼ケ崎の世界〜」（1989年、NHK）
- 武蔵 MUSASHI（2003年度NHK大河ドラマ）
- ハートネットTV「その名は、ギリヤーク尼ヶ崎 職業 大道芸人」（2016年11月17日、NHK教育テレビジョン）
  - 後日、ETV特集で拡大版が放送（2017年2月11日、NHK教育テレビジョン）
- JNNドキュメンタリー ザ・フォーカス「88/50 ギリヤーク尼ケ崎の自問自答」（2019年4月7日、TBSテレビ）
  - 後日、映像を追加した映画『88/50 ギリヤーク尼ケ崎の自問自答 〜と、それから』を公開（2021年）
- ザ・ノンフィクション『情念の男〜ギリヤーク尼ケ崎〜』（2019年4月14日、フジテレビ）

### CM
- ワンダーボーイV モンスターワールドIII（1991年）

## 出版物

### 著書
- 『鬼の踊り:大道芸人の記録』（1980年、ブロンズ社）
- 『じょんがら一代』（1991年、みちのく豆本の会）
- 『ギリヤーク尼ヶ崎 「鬼の踊り」から「祈りの踊り」へ』（2016年、北海道新聞社）ISBN 9784894538368 （写真：植村佳弘・南達雄・鈴木清・紀あさ）

### 関連図書
- 「公開シンポジウム 鬼の踊りから祈りの踊りへ：大道芸人・ギリヤーク尼ヶ崎 40年の軌跡」（対談記録）（2009年）京都文教大学人間学研究所紀要『人間学研究』第10巻所収
- 紀あさ『伝説の大道芸人 ギリヤーク尼ヶ崎への手紙 大道芸と祈りの踊り』（2015年、日進堂） ISBN 9784990834104
- 後藤豪『ギリヤーク尼ヶ崎という生き方：91歳の大道芸人』（2022年、草思社）ISBN 9784794225719